# Chaînon Yazgoulem
Le chaînon Yasgoulem est un massif montagneux situé au Tadjikistan, dans le Pamir. Il culmine à 6 974 mètres d'altitude au pic de l'Indépendance.